# ペンシルベニア州選出のアメリカ合衆国上院議員
ペンシルベニア州選出のアメリカ合衆国上院議員は、ペンシルベニア州から選出されたアメリカ合衆国上院議員。6年毎に改選される。ペンシルベニア州からは第1部と第3部に属する上院議員を選出している。

## 上院議員一覧
| 第1部 第1部の上院議員は、西暦年を6で除算したときの剰余が1と等しい年が任期末である。近年では2006年,2012年,2018年,2024年に改選されている。次の選挙は2030年を予定している。 | 第1部 第1部の上院議員は、西暦年を6で除算したときの剰余が1と等しい年が任期末である。近年では2006年,2012年,2018年,2024年に改選されている。次の選挙は2030年を予定している。 | 第1部 第1部の上院議員は、西暦年を6で除算したときの剰余が1と等しい年が任期末である。近年では2006年,2012年,2018年,2024年に改選されている。次の選挙は2030年を予定している。 | 第1部 第1部の上院議員は、西暦年を6で除算したときの剰余が1と等しい年が任期末である。近年では2006年,2012年,2018年,2024年に改選されている。次の選挙は2030年を予定している。 | 第1部 第1部の上院議員は、西暦年を6で除算したときの剰余が1と等しい年が任期末である。近年では2006年,2012年,2018年,2024年に改選されている。次の選挙は2030年を予定している。 | 第1部 第1部の上院議員は、西暦年を6で除算したときの剰余が1と等しい年が任期末である。近年では2006年,2012年,2018年,2024年に改選されている。次の選挙は2030年を予定している。 | 議会                             | 第3部 第3部の上院議員、西暦年を6で除算したときの剰余が5と等しい年が任期末である。近年では2004年,2010年,2016年,2022年に改選されている。次の選挙は2028年を予定している。 | 第3部 第3部の上院議員、西暦年を6で除算したときの剰余が5と等しい年が任期末である。近年では2004年,2010年,2016年,2022年に改選されている。次の選挙は2028年を予定している。 | 第3部 第3部の上院議員、西暦年を6で除算したときの剰余が5と等しい年が任期末である。近年では2004年,2010年,2016年,2022年に改選されている。次の選挙は2028年を予定している。 | 第3部 第3部の上院議員、西暦年を6で除算したときの剰余が5と等しい年が任期末である。近年では2004年,2010年,2016年,2022年に改選されている。次の選挙は2028年を予定している。 | 第3部 第3部の上院議員、西暦年を6で除算したときの剰余が5と等しい年が任期末である。近年では2004年,2010年,2016年,2022年に改選されている。次の選挙は2028年を予定している。 | 第3部 第3部の上院議員、西暦年を6で除算したときの剰余が5と等しい年が任期末である。近年では2004年,2010年,2016年,2022年に改選されている。次の選挙は2028年を予定している。 |
| # | 氏名 | 所属政党 | 在職期間 | 選挙歴 | 任期 | 議会                             | 任期 | 選挙歴 | 在職期間 | 所属政党 | 氏名 | # |
| 1 | ウィリアム・マクレイ | 反政府党 | 1789年3月4日 – 1791年3月3日 | 1788年選出 再選に失敗 | 1 | 1                                | 1 | 1788年選出 引退 | 1789年3月4日 – 1795年3月3日 | 親 政府党 | ロバート・モリス | 1 |
| 空席 | 空席 | 空席 | 1791年3月3日 – 1793年12月2日 | | 2 | 2                                | 1 | 1788年選出 引退 | 1789年3月4日 – 1795年3月3日 | 親 政府党 | ロバート・モリス | 1 |
| 2 | アルバート・ギャラティン | 反政府党 | 1793年2月28日 – 1794年2月28日 | 1793年選出 市民権の取得から十分な期間を経過していなかったために当選取り消し                                                                                              | 2 | 2                                | 1 | 1788年選出 引退 | 1789年3月4日 – 1795年3月3日 | 親 政府党 | ロバート・モリス | 1 |
| 2 | アルバート・ギャラティン | 反政府党 | 1793年2月28日 – 1794年2月28日 | 1793年選出 市民権の取得から十分な期間を経過していなかったために当選取り消し                                                                                              | 2 | 3                                | 1 | 1788年選出 引退 | 1789年3月4日 – 1795年3月3日 | 親 政府党 | ロバート・モリス | 1 |
| 空席 | 空席 | 空席 | 1794年3月1日 – 1794年4月23日 | | 2 |                                  | 1 | 1788年選出 引退 | 1789年3月4日 – 1795年3月3日 | 親 政府党 | ロバート・モリス | 1 |
| 3 | ジェイムズ・ロス | 連邦党 | 1794年4月24日 – 1803年3月3日 | ギャラティンの任期を満了するため選出 | 2 |                                  | 1 | 1788年選出 引退 | 1789年3月4日 – 1795年3月3日 | 親 政府党 | ロバート・モリス | 1 |
| 3 | ジェイムズ・ロス | 連邦党 | 1794年4月24日 – 1803年3月3日 | ギャラティンの任期を満了するため選出 | 2 | 4                                | 2 | 1795年選出 引退 | 1795年3月4日 – 1801年3月3日 | 連邦党 | ウィリアム・ビンガム | 2 |
| 3 | ジェイムズ・ロス | 連邦党 | 1794年4月24日 – 1803年3月3日 | 1797年選出 引退 | 3 | 5                                | 2 | 1795年選出 引退 | 1795年3月4日 – 1801年3月3日 | 連邦党 | ウィリアム・ビンガム | 2 |
| 3 | ジェイムズ・ロス | 連邦党 | 1794年4月24日 – 1803年3月3日 | 1797年選出 引退 | 3 | 6                                | 2 | 1795年選出 引退 | 1795年3月4日 – 1801年3月3日 | 連邦党 | ウィリアム・ビンガム | 2 |
| 3 | ジェイムズ・ロス | 連邦党 | 1794年4月24日 – 1803年3月3日 | 1797年選出 引退 | 3 | 7                                | 3 | 1801年選出 ペンシルベニア州歳入監督官就任のため辞職 | 1801年3月4日 – 1801年6月30日 | 民主 共和党 | ピーター・ミューレンバーグ | 3 |
| 3 | ジェイムズ・ロス | 連邦党 | 1794年4月24日 – 1803年3月3日 | 1797年選出 引退 | 3 | 7                                | 3 | | 1801年6月30日 – 1801年12月17日 | 空席 | 空席 | 空席 |
| 3 | ジェイムズ・ロス | 連邦党 | 1794年4月24日 – 1803年3月3日 | 1797年選出 引退 | 3 | 7                                | 3 | ミューレンバーグの任期を満了するため選出 引退 | 1801年12月17日 – 1807年3月3日 | 民主 共和党 | ジョージ・ローガン | 4 |
| 4 | サミュエル・マクレイ | 民主 共和党 | 1803年3月4日 – 1809年1月4日 | 1802年選出 辞職 | 4 | 8                                | 3 | ミューレンバーグの任期を満了するため選出 引退 | 1801年12月17日 – 1807年3月3日 | 民主 共和党 | ジョージ・ローガン | 4 |
| 4 | サミュエル・マクレイ | 民主 共和党 | 1803年3月4日 – 1809年1月4日 | 1802年選出 辞職 | 4 | 9                                | 3 | ミューレンバーグの任期を満了するため選出 引退 | 1801年12月17日 – 1807年3月3日 | 民主 共和党 | ジョージ・ローガン | 4 |
| 4 | サミュエル・マクレイ | 民主 共和党 | 1803年3月4日 – 1809年1月4日 | 1802年選出 辞職 | 4 | 10                               | 4 | 1806年選出 引退 | 1807年3月4日 – 1813年3月3日 | 民主 共和党 | アンドリュー・グレッグ | 5 |
| 空席 | 空席 | 空席 | 1809年1月4日 – 1809年1月9日 | 空席 | 4 | 10                               | 4 | 1806年選出 引退 | 1807年3月4日 – 1813年3月3日 | 民主 共和党 | アンドリュー・グレッグ | 5 |
| 5 | マイケル・レイブ | 民主 共和党 | 1809年1月9日 – 1814年2月14日 | マクレイの任期を満了するため選出,。選出時、次の任期にも選出済 | 4 | 10                               | 4 | 1806年選出 引退 | 1807年3月4日 – 1813年3月3日 | 民主 共和党 | アンドリュー・グレッグ | 5 |
| 5 | マイケル・レイブ | 民主 共和党 | 1809年1月9日 – 1814年2月14日 | 1808年選出 フィラデルフィア郵便局長就任のため辞職 | 5 | 11                               | 4 | 1806年選出 引退 | 1807年3月4日 – 1813年3月3日 | 民主 共和党 | アンドリュー・グレッグ | 5 |
| 5 | マイケル・レイブ | 民主 共和党 | 1809年1月9日 – 1814年2月14日 | 1808年選出 フィラデルフィア郵便局長就任のため辞職 | 5 | 12                               | 4 | 1806年選出 引退 | 1807年3月4日 – 1813年3月3日 | 民主 共和党 | アンドリュー・グレッグ | 5 |
| 5 | マイケル・レイブ | 民主 共和党 | 1809年1月9日 – 1814年2月14日 | 1808年選出 フィラデルフィア郵便局長就任のため辞職 | 5 | 13                               | 5 | 1812年選出 引退 | 1813年3月4日 – 1819年3月3日 | 民主 共和党 | アブナー・レイコック | 6 |
| 空席 | 空席 | 空席 | 1814年2月14日 – 1814年2月24日 | 空席 | 5 | 13                               | 5 | 1812年選出 引退 | 1813年3月4日 – 1819年3月3日 | 民主 共和党 | アブナー・レイコック | 6 |
| 6 | ジョナサン・ロバーツ | 民主 共和党 | 1814年2月24日 – 1821年3日 | レイブの任期を満了するため選出 | 5 | 13                               | 5 | 1812年選出 引退 | 1813年3月4日 – 1819年3月3日 | 民主 共和党 | アブナー・レイコック | 6 |
| 6 | ジョナサン・ロバーツ | 民主 共和党 | 1814年2月24日 – 1821年3日 | 1814年再選 | 6 | 14                               | 5 | 1812年選出 引退 | 1813年3月4日 – 1819年3月3日 | 民主 共和党 | アブナー・レイコック | 6 |
| 6 | ジョナサン・ロバーツ | 民主 共和党 | 1814年2月24日 – 1821年3日 | 1814年再選 | 6 | 15                               | 5 | 1812年選出 引退 | 1813年3月4日 – 1819年3月3日 | 民主 共和党 | アブナー・レイコック | 6 |
| 6 | ジョナサン・ロバーツ | 民主 共和党 | 1814年2月24日 – 1821年3日 | 1814年再選 | 6 | 16                               | 6 | 1818年選出 引退 | 1819年3月4日 – 1825年3月3日 | 民主 共和党 | ウォルター・ローリー | 7 |
| 空席 | 空席 | 空席 | 1821年3月4日 – 1821年12月10日 | 州議会が選出に失敗 | 7 | 17                               | 6 | 1818年選出 引退 | 1819年3月4日 – 1825年3月3日 | 民主 共和党 | ウォルター・ローリー | 7 |
| 7 | ウィリアム・フィンドレイ | 民主 共和党 | 1821年12月10日 – 1827年3月3日 | 1821年選出 引退 | 7 | 17                               | 6 | 1818年選出 引退 | 1819年3月4日 – 1825年3月3日 | 民主 共和党 | ウォルター・ローリー | 7 |
| 7 | ウィリアム・フィンドレイ | ジャクソニアン 共和党 | 1821年12月10日 – 1827年3月3日 | 1821年選出 引退 | 7 | 18                               | 6 | 1818年選出 引退 | 1819年3月4日 – 1825年3月3日 | クロウフォード 共和党 | ウォルター・ローリー | 7 |
| 7 | ウィリアム・フィンドレイ | ジャクソニアン党 | 1821年12月10日 – 1827年3月3日 | 1821年選出 引退 | 7 | 19                               | 7 | 1825年選出 再選に失敗 | 1825年3月4日 – 1831年3月3日 | 反ジャクソニアン党 | ウィリアム・マークス | 8 |
| 8 | アイザック・バーナード | ジャクソニアン党 | 1827年3月4日 – 1831年12月6日 | 1826年選出 病気のため辞職 | 8 | 20                               | 7 | 1825年選出 再選に失敗 | 1825年3月4日 – 1831年3月3日 | アダムス党 | ウィリアム・マークス | 8 |
| 8 | アイザック・バーナード | ジャクソニアン党 | 1827年3月4日 – 1831年12月6日 | 1826年選出 病気のため辞職 | 8 | 21                               | 7 | 1825年選出 再選に失敗 | 1825年3月4日 – 1831年3月3日 | 反ジャクソニアン党 | ウィリアム・マークス | 8 |
| 8 | アイザック・バーナード | ジャクソニアン党 | 1827年3月4日 – 1831年12月6日 | 1826年選出 病気のため辞職 | 8 | 22                               | 8 | 1830年選出. 駐露大使就任のため辞職 | 1831年3月4日 – 1834年6月30日 | ジャクソニアン党 | ウィリアム・ウィルキンス | 9 |
| 空席 | 空席 | 空席 | 1831年12月6日 – 1831年12月13日 | | 8 | 22                               | 8 | 1830年選出. 駐露大使就任のため辞職 | 1831年3月4日 – 1834年6月30日 | ジャクソニアン党 | ウィリアム・ウィルキンス | 9 |
| 9 | ジョージ・ダラス | ジャクソニアン党 | 1831年12月13日 – 1833年3月3日 | バーナードの任期を満了するため選出 引退 | 8 | 22                               | 8 | 1830年選出. 駐露大使就任のため辞職 | 1831年3月4日 – 1834年6月30日 | ジャクソニアン党 | ウィリアム・ウィルキンス | 9 |
| 空席 | 空席 | 空席 | 1833年3月4日 – 1833年12月7日 | 州議会が選出に失敗 | 9 | 23                               | 8 | 1830年選出. 駐露大使就任のため辞職 | 1831年3月4日 – 1834年6月30日 | ジャクソニアン党 | ウィリアム・ウィルキンス | 9 |
| 10 | サミュエル・マッキーン | ジャクソニアン党 | 1833年12月7日 – 1839年3月3日 | 1833年選出 | 9 | 23                               | 8 | 1830年選出. 駐露大使就任のため辞職 | 1831年3月4日 – 1834年6月30日 | ジャクソニアン党 | ウィリアム・ウィルキンス | 9 |
| 10 | サミュエル・マッキーン | ジャクソニアン党 | 1833年12月7日 – 1839年3月3日 | 1833年選出 | 9 | 23                               | 8 | | 1834年6月30日 – 1834年12月6日 | 空席 | 空席 | 空席 |
| 10 | サミュエル・マッキーン | ジャクソニアン党 | 1833年12月7日 – 1839年3月3日 | 1833年選出 | 9 | 23                               | 8 | ウィルキンスの任期を満了するため選出 | 1834年12月6日 – 1845年3月5日 | ジャクソニアン党 | ジェームズ・ブキャナン | 10 |
| 10 | サミュエル・マッキーン | ジャクソニアン党 | 1833年12月7日 – 1839年3月3日 | 1833年選出 | 9 | 24                               | 8 | ウィルキンスの任期を満了するため選出 | 1834年12月6日 – 1845年3月5日 | ジャクソニアン党 | ジェームズ・ブキャナン | 10 |
| 10 | サミュエル・マッキーン | 民主党 | 1833年12月7日 – 1839年3月3日 | 1833年選出 | 9 | 25                               | 9 | 1836年再選 | 1834年12月6日 – 1845年3月5日 | 民主党 | ジェームズ・ブキャナン | 10 |
| 空席 | 空席 | 空席 | 1839年3月4日 – 1840年1月14日 | 州議会が選出に失敗 | 10 | 26                               | 9 | 1836年再選 | 1834年12月6日 – 1845年3月5日 | 民主党 | ジェームズ・ブキャナン | 10 |
| 11 | ダニエル・スターゲオン | 民主党 | 1840年1月14日 – 1851年3月3日 | 1840年選出 | 10 | 26                               | 9 | 1836年再選 | 1834年12月6日 – 1845年3月5日 | 民主党 | ジェームズ・ブキャナン | 10 |
| 11 | ダニエル・スターゲオン | 民主党 | 1840年1月14日 – 1851年3月3日 | 1840年選出 | 10 | 27                               | 9 | 1836年再選 | 1834年12月6日 – 1845年3月5日 | 民主党 | ジェームズ・ブキャナン | 10 |
| 11 | ダニエル・スターゲオン | 民主党 | 1840年1月14日 – 1851年3月3日 | 1840年選出 | 10 | 28                               | 10 | 1843年再選 国務長官就任のため辞職 | 1834年12月6日 – 1845年3月5日 | 民主党 | ジェームズ・ブキャナン | 10 |
| 11 | ダニエル・スターゲオン | 民主党 | 1840年1月14日 – 1851年3月3日 | 1845年再選 引退 | 11 | 29                               | 10 | 1843年再選 国務長官就任のため辞職 | 1834年12月6日 – 1845年3月5日 | 民主党 | ジェームズ・ブキャナン | 10 |
| 11 | ダニエル・スターゲオン | 民主党 | 1840年1月14日 – 1851年3月3日 | 1845年再選 引退 | 11 | 29                               | 10 | | 1845年3月5日 – 1845年3月13日 | 空席 | 空席 | 空席 |
| 11 | ダニエル・スターゲオン | 民主党 | 1840年1月14日 – 1851年3月3日 | 1845年再選 引退 | 11 | 29                               | 10 | 1845年選出. 引退 | 1845年3月13日 – 1849年3月3日 | 民主党 | サイモン・キャメロン | 11 |
| 11 | ダニエル・スターゲオン | 民主党 | 1840年1月14日 – 1851年3月3日 | 1845年再選 引退 | 11 | 30                               | 10 | 1845年選出. 引退 | 1845年3月13日 – 1849年3月3日 | 民主党 | サイモン・キャメロン | 11 |
| 11 | ダニエル・スターゲオン | 民主党 | 1840年1月14日 – 1851年3月3日 | 1845年再選 引退 | 11 | 31                               | 11 | 1849年選出 | 1849年3月4日 – 1855年3月3日 | ホイッグ党 | ジェイムズ・クーパー | 12 |
| 12 | リチャード・ブロッドヘッド | 民主党 | 1851年3月4日 – 1857年3月3日 | 1851年選出 | 12 | 32                               | 11 | 1849年選出 | 1849年3月4日 – 1855年3月3日 | ホイッグ党 | ジェイムズ・クーパー | 12 |
| 12 | リチャード・ブロッドヘッド | 民主党 | 1851年3月4日 – 1857年3月3日 | 1851年選出 | 12 | 33                               | 11 | 1849年選出 | 1849年3月4日 – 1855年3月3日 | ホイッグ党 | ジェイムズ・クーパー | 12 |
| 12 | リチャード・ブロッドヘッド | 民主党 | 1851年3月4日 – 1857年3月3日 | 1851年選出 | 12 | 34                               | 12 | 1856年州議会が選出に失敗 | 1855年3月4日 – 1856年1月14日 | 空席 | 空席 | 空席 |
| 12 | リチャード・ブロッドヘッド | 民主党 | 1851年3月4日 – 1857年3月3日 | 1851年選出 | 12 | 34                               | 12 | 1856年選出 引退 | 1856年1月14日 – 1861年3月3日 | 民主党 | ウィリアム・ビグラー | 13 |
| 13 | サイモン・キャメロン | 共和党 | 1857年3月4日 – 1861年3月3日 | 1857年選出 陸軍長官就任のため辞職 | 13 | 35                               | 12 | 1856年選出 引退 | 1856年1月14日 – 1861年3月3日 | 民主党 | ウィリアム・ビグラー | 13 |
| 13 | サイモン・キャメロン | 共和党 | 1857年3月4日 – 1861年3月3日 | 1857年選出 陸軍長官就任のため辞職 | 13 | 36                               | 12 | 1856年選出 引退 | 1856年1月14日 – 1861年3月3日 | 民主党 | ウィリアム・ビグラー | 13 |
| 空席 | 空席 | 空席 | 1861年3月4日 – 1861年3月14日 | | 13 | 37                               | 13 | 1861年選出 再選に失敗 | 1861年3月4日 – 1867年3月3日 | 共和党 | エドガー・コーワン | 14 |
| 14 | デイヴィッド・ウィルモット | 共和党 | 1861年3月14日 – 1863年3月3日 | 1861年キャメロンの任期を満了するため選出 引退 | 13 | 37                               | 13 | 1861年選出 再選に失敗 | 1861年3月4日 – 1867年3月3日 | 共和党 | エドガー・コーワン | 14 |
| 15 | チャールズ・バッカリュー | 民主党 | 1863年3月4日 – 1869年3月3日 | 1863年選出 | 14 | 38                               | 13 | 1861年選出 再選に失敗 | 1861年3月4日 – 1867年3月3日 | 共和党 | エドガー・コーワン | 14 |
| 15 | チャールズ・バッカリュー | 民主党 | 1863年3月4日 – 1869年3月3日 | 1863年選出 | 14 | 39                               | 13 | 1861年選出 再選に失敗 | 1861年3月4日 – 1867年3月3日 | 共和党 | エドガー・コーワン | 14 |
| 15 | チャールズ・バッカリュー | 民主党 | 1863年3月4日 – 1869年3月3日 | 1863年選出 | 14 | 40                               | 14 | 1867年選出 | 1867年3月4日 – 1877年3月12日 | 共和党 | サイモン・キャメロン | 15 |
| 16 | ジョン・スコット | 共和党 | 1869年3月4日 – 1875年3月3日 | 1869年選出 引退 | 15 | 41                               | 14 | 1867年選出 | 1867年3月4日 – 1877年3月12日 | 共和党 | サイモン・キャメロン | 15 |
| 16 | ジョン・スコット | 共和党 | 1869年3月4日 – 1875年3月3日 | 1869年選出 引退 | 15 | 42                               | 14 | 1867年選出 | 1867年3月4日 – 1877年3月12日 | 共和党 | サイモン・キャメロン | 15 |
| 16 | ジョン・スコット | 共和党 | 1869年3月4日 – 1875年3月3日 | 1869年選出 引退 | 15 | 43                               | 15 | 1873年再選 辞職 | 1867年3月4日 – 1877年3月12日 | 共和党 | サイモン・キャメロン | 15 |
| 17 | ウィリアム・ウォレイス | 民主党 | 1875年3月4日 – 1881年3月3日 | 1875年選出 再選に失敗 | 16 | 44                               | 15 | 1873年再選 辞職 | 1867年3月4日 – 1877年3月12日 | 共和党 | サイモン・キャメロン | 15 |
| 17 | ウィリアム・ウォレイス | 民主党 | 1875年3月4日 – 1881年3月3日 | 1875年選出 再選に失敗 | 16 | 45                               | 15 | 1873年再選 辞職 | 1867年3月4日 – 1877年3月12日 | 共和党 | サイモン・キャメロン | 15 |
| 17 | ウィリアム・ウォレイス | 民主党 | 1875年3月4日 – 1881年3月3日 | 1875年選出 再選に失敗 | 16 |                                  | 15 | 1877年3月12日 – 1877年3月20日 | 空席 | 空席 | 空席 | |
| 17 | ウィリアム・ウォレイス | 民主党 | 1875年3月4日 – 1881年3月3日 | 1875年選出 再選に失敗 | 16 | 1877年父の任期を満了するため選出 | 15 | 1877年3月20日 – 1897年3月3日 | 共和党 | J・ドナルド・キャメロン | 16 | |
| 17 | ウィリアム・ウォレイス | 民主党 | 1875年3月4日 – 1881年3月3日 | 1875年選出 再選に失敗 | 16 | 46                               | 16 | 1877年3月20日 – 1897年3月3日 | 共和党 | J・ドナルド・キャメロン | 16 | 1879年再選 |
| 18 | ジョン・ミッチェル | 共和党 | 1881年3月4日 – 1887年3月3日 | 1881年選出 | 17 | 47                               | 16 | 1877年3月20日 – 1897年3月3日 | 共和党 | J・ドナルド・キャメロン | 16 | 1879年再選 |
| 18 | ジョン・ミッチェル | 共和党 | 1881年3月4日 – 1887年3月3日 | 1881年選出 | 17 | 48                               | 16 | 1877年3月20日 – 1897年3月3日 | 共和党 | J・ドナルド・キャメロン | 16 | 1879年再選 |
| 18 | ジョン・ミッチェル | 共和党 | 1881年3月4日 – 1887年3月3日 | 1881年選出 | 17 | 49                               | 17 | 1877年3月20日 – 1897年3月3日 | 共和党 | J・ドナルド・キャメロン | 16 | 1885年再選 |
| 19 | マシュー・クウェイ | 共和党 | 1887年3月4日 – 1899年3月3日 | 1887年選出 | 18 | 50                               | 17 | 1877年3月20日 – 1897年3月3日 | 共和党 | J・ドナルド・キャメロン | 16 | 1885年再選 |
| 19 | マシュー・クウェイ | 共和党 | 1887年3月4日 – 1899年3月3日 | 1887年選出 | 18 | 51                               | 17 | 1877年3月20日 – 1897年3月3日 | 共和党 | J・ドナルド・キャメロン | 16 | 1885年再選 |
| 19 | マシュー・クウェイ | 共和党 | 1887年3月4日 – 1899年3月3日 | 1887年選出 | 18 | 52                               | 18 | 1877年3月20日 – 1897年3月3日 | 共和党 | J・ドナルド・キャメロン | 16 | 1891年再選 引退 |
| 19 | マシュー・クウェイ | 共和党 | 1887年3月4日 – 1899年3月3日 | 1893年1月17日再選 州議会が再選出に失敗 | 19 | 53                               | 18 | 1877年3月20日 – 1897年3月3日 | 共和党 | J・ドナルド・キャメロン | 16 | 1891年再選 引退 |
| 19 | マシュー・クウェイ | 共和党 | 1887年3月4日 – 1899年3月3日 | 1893年1月17日再選 州議会が再選出に失敗 | 19 | 54                               | 18 | 1877年3月20日 – 1897年3月3日 | 共和党 | J・ドナルド・キャメロン | 16 | 1891年再選 引退 |
| 19 | マシュー・クウェイ | 共和党 | 1887年3月4日 – 1899年3月3日 | 1893年1月17日再選 州議会が再選出に失敗 | 19 | 55                               | 19 | 1897年1月19日選出 | 1897年3月4日 – 1921年12月31日 | 共和党 | ボーイズ・ペンローズ | 17 |
| 19 | 空席 | 空席 | 1899年3月4日 – 1901年1月16日 | クエイが任期を引き継ぐため任命されたが, 上院は彼が選任されないことを宣言した。                                                                                           | 20 | 56                               | 19 | 1897年1月19日選出 | 1897年3月4日 – 1921年12月31日 | 共和党 | ボーイズ・ペンローズ | 17 |
| 19 | マシュー・クウェイ | 共和党 | 1901年1月16日 – 1904年5月28日 | 1901年選出 死去 | 20 | 56                               | 19 | 1897年1月19日選出 | 1897年3月4日 – 1921年12月31日 | 共和党 | ボーイズ・ペンローズ | 17 |
| 19 | マシュー・クウェイ | 共和党 | 1901年1月16日 – 1904年5月28日 | 1901年選出 死去 | 20 | 57                               | 19 | 1897年1月19日選出 | 1897年3月4日 – 1921年12月31日 | 共和党 | ボーイズ・ペンローズ | 17 |
| 19 | マシュー・クウェイ | 共和党 | 1901年1月16日 – 1904年5月28日 | 1901年選出 死去 | 20 | 58                               | 20 | 1903年1月20日再選 | 1897年3月4日 – 1921年12月31日 | 共和党 | ボーイズ・ペンローズ | 17 |
| 20 | フィランダー・ノックス | 共和党 | 1904年6月10日 – 1909年3月3日 | クウェイの任期を引き継ぐため任命 1905年1月17日、クウェイの任期を満了するため選出                                                                                         | 20 | 58                               | 20 | 1903年1月20日再選 | 1897年3月4日 – 1921年12月31日 | 共和党 | ボーイズ・ペンローズ | 17 |
| 20 | フィランダー・ノックス | 共和党 | 1904年6月10日 – 1909年3月3日 | 1905年1月18日再選 国務長官就任のため辞職 | 21 | 59                               | 20 | 1903年1月20日再選 | 1897年3月4日 – 1921年12月31日 | 共和党 | ボーイズ・ペンローズ | 17 |
| 20 | フィランダー・ノックス | 共和党 | 1904年6月10日 – 1909年3月3日 | 1905年1月18日再選 国務長官就任のため辞職 | 21 | 60                               | 20 | 1903年1月20日再選 | 1897年3月4日 – 1921年12月31日 | 共和党 | ボーイズ・ペンローズ | 17 |
| 空席 | 空席 | 空席 | 1909年3月4日 – 1909年3月17日 | | 21 | 61                               | 21 | 1909年1月19日再選 | 1897年3月4日 – 1921年12月31日 | 共和党 | ボーイズ・ペンローズ | 17 |
| 21 | ジョージ・オリヴァー | 共和党 | 1909年3月17日 – 1917年3月3日 | ノックスの任期を満了するため選出 | 21 | 61                               | 21 | 1909年1月19日再選 | 1897年3月4日 – 1921年12月31日 | 共和党 | ボーイズ・ペンローズ | 17 |
| 21 | ジョージ・オリヴァー | 共和党 | 1909年3月17日 – 1917年3月3日 | 1911年1月11日再選 引退 | 22 | 62                               | 21 | 1909年1月19日再選 | 1897年3月4日 – 1921年12月31日 | 共和党 | ボーイズ・ペンローズ | 17 |
| 21 | ジョージ・オリヴァー | 共和党 | 1909年3月17日 – 1917年3月3日 | 1911年1月11日再選 引退 | 22 | 63                               | 21 | 1909年1月19日再選 | 1897年3月4日 – 1921年12月31日 | 共和党 | ボーイズ・ペンローズ | 17 |
| 21 | ジョージ・オリヴァー | 共和党 | 1909年3月17日 – 1917年3月3日 | 1911年1月11日再選 引退 | 22 | 64                               | 22 | 1914年再選 | 1897年3月4日 – 1921年12月31日 | 共和党 | ボーイズ・ペンローズ | 17 |
| 22 | フィランダー・ノックス | 共和党 | 1917年3月4日 – 1921年10月12日 | 1916年選出 死去 | 23 | 65                               | 22 | 1914年再選 | 1897年3月4日 – 1921年12月31日 | 共和党 | ボーイズ・ペンローズ | 17 |
| 22 | フィランダー・ノックス | 共和党 | 1917年3月4日 – 1921年10月12日 | 1916年選出 死去 | 23 | 66                               | 22 | 1914年再選 | 1897年3月4日 – 1921年12月31日 | 共和党 | ボーイズ・ペンローズ | 17 |
| 22 | フィランダー・ノックス | 共和党 | 1917年3月4日 – 1921年10月12日 | 1916年選出 死去 | 23 | 67                               | 23 | 1920年再選 死去 | 1897年3月4日 – 1921年12月31日 | 共和党 | ボーイズ・ペンローズ | 17 |
| 空席 | 空席 | 空席 | 1921年10月12日 – 1921年10月24日 | | 23 | 67                               | 23 | 1920年再選 死去 | 1897年3月4日 – 1921年12月31日 | 共和党 | ボーイズ・ペンローズ | 17 |
| 23 | ウィリアム・クロウ | 共和党 | 1921年10月24日 – 1922年8月2日 | ノックスの任期を引き継ぐため任命 死去 | 23 | 67                               | 23 | 1920年再選 死去 | 1897年3月4日 – 1921年12月31日 | 共和党 | ボーイズ・ペンローズ | 17 |
| 23 | ウィリアム・クロウ | 共和党 | 1921年10月24日 – 1922年8月2日 | ノックスの任期を引き継ぐため任命 死去 | 23 | 67                               | 23 | | 1921年12月31日 – 1922年1月9日 | 空席 | 空席 | 空席 |
| 23 | ウィリアム・クロウ | 共和党 | 1921年10月24日 – 1922年8月2日 | ノックスの任期を引き継ぐため任命 死去 | 23 | 67                               | 23 | ペンローズの任期を引き継ぐため任命 ペンローズの任期を満了するため選出 再指名に失敗                                                                                     | 1922年1月9日 – 1927年3月3日 | 共和党 | ジョージ・ペッパー | 18 |
| 空席 | 空席 | 空席 | 1922年8月2日 – 1922年8月8日 | | 23 | 67                               | 23 | ペンローズの任期を引き継ぐため任命 ペンローズの任期を満了するため選出 再指名に失敗                                                                                     | 1922年1月9日 – 1927年3月3日 | 共和党 | ジョージ・ペッパー | 18 |
| 24 | デイヴィッド・リード | 共和党 | 1922年8月8日 – 1935年1月3日 | ノックスの任期を引き継ぐため任命 ノックスの任期を満了するため選出 | 23 | 67                               | 23 | ペンローズの任期を引き継ぐため任命 ペンローズの任期を満了するため選出 再指名に失敗                                                                                     | 1922年1月9日 – 1927年3月3日 | 共和党 | ジョージ・ペッパー | 18 |
| 24 | デイヴィッド・リード | 共和党 | 1922年8月8日 – 1935年1月3日 | 1922年選出 | 24 | 68                               | 23 | ペンローズの任期を引き継ぐため任命 ペンローズの任期を満了するため選出 再指名に失敗                                                                                     | 1922年1月9日 – 1927年3月3日 | 共和党 | ジョージ・ペッパー | 18 |
| 24 | デイヴィッド・リード | 共和党 | 1922年8月8日 – 1935年1月3日 | 1922年選出 | 24 | 69                               | 23 | ペンローズの任期を引き継ぐため任命 ペンローズの任期を満了するため選出 再指名に失敗                                                                                     | 1922年1月9日 – 1927年3月3日 | 共和党 | ジョージ・ペッパー | 18 |
| 24 | デイヴィッド・リード | 共和党 | 1922年8月8日 – 1935年1月3日 | 1922年選出 | 24 | 70                               | 24 | ウィリアム・スコット・ベア (共和党)が1926年に選出されたが、州知事が選挙の認証を拒否。上院も彼の就任を拒否。1929年12月9日まで正式に議席につくことはなかった。           | 1927年3月4日 – 1929年12月9日 | 空席 | 空席 | 空席 |
| 24 | デイヴィッド・リード | 共和党 | 1922年8月8日 – 1935年1月3日 | 1928年再選 再選に失敗 | 25 | 71                               | 24 | ウィリアム・スコット・ベア (共和党)が1926年に選出されたが、州知事が選挙の認証を拒否。上院も彼の就任を拒否。1929年12月9日まで正式に議席につくことはなかった。           | 1927年3月4日 – 1929年12月9日 | 空席 | 空席 | 空席 |
| 24 | デイヴィッド・リード | 共和党 | 1922年8月8日 – 1935年1月3日 | 1928年再選 再選に失敗 | 25 | 71                               | 24 | ベアの任期を引き継ぐため任命 再指名に失敗 | 1929年12月11日 – 1930年12月1日 | 共和党 | ジョセフ・グランディ | 19 |
| 24 | デイヴィッド・リード | 共和党 | 1922年8月8日 – 1935年1月3日 | 1928年再選 再選に失敗 | 25 | 71                               | 24 | 1930年11月4日ベアの任期を満了するため選出 | 1930年12月2日 – 1945年1月3日 | 共和党 | ジェイムズ・デイヴィス | 20 |
| 24 | デイヴィッド・リード | 共和党 | 1922年8月8日 – 1935年1月3日 | 1928年再選 再選に失敗 | 25 | 72                               | 24 | 1930年11月4日ベアの任期を満了するため選出 | 1930年12月2日 – 1945年1月3日 | 共和党 | ジェイムズ・デイヴィス | 20 |
| 24 | デイヴィッド・リード | 共和党 | 1922年8月8日 – 1935年1月3日 | 1928年再選 再選に失敗 | 25 | 73                               | 25 | 1932年再選 | 1930年12月2日 – 1945年1月3日 | 共和党 | ジェイムズ・デイヴィス | 20 |
| 25 | ジョセフ・ギャフィー | 民主党 | 1935年1月3日 – 1947年1月3日 | 1934年選出 | 26 | 74                               | 25 | 1932年再選 | 1930年12月2日 – 1945年1月3日 | 共和党 | ジェイムズ・デイヴィス | 20 |
| 25 | ジョセフ・ギャフィー | 民主党 | 1935年1月3日 – 1947年1月3日 | 1934年選出 | 26 | 75                               | 25 | 1932年再選 | 1930年12月2日 – 1945年1月3日 | 共和党 | ジェイムズ・デイヴィス | 20 |
| 25 | ジョセフ・ギャフィー | 民主党 | 1935年1月3日 – 1947年1月3日 | 1934年選出 | 26 | 76                               | 26 | 1938年再選 再選に失敗 | 1930年12月2日 – 1945年1月3日 | 共和党 | ジェイムズ・デイヴィス | 20 |
| 25 | ジョセフ・ギャフィー | 民主党 | 1935年1月3日 – 1947年1月3日 | 1940年再選 再選に失敗 | 27 | 77                               | 26 | 1938年再選 再選に失敗 | 1930年12月2日 – 1945年1月3日 | 共和党 | ジェイムズ・デイヴィス | 20 |
| 25 | ジョセフ・ギャフィー | 民主党 | 1935年1月3日 – 1947年1月3日 | 1940年再選 再選に失敗 | 27 | 78                               | 26 | 1938年再選 再選に失敗 | 1930年12月2日 – 1945年1月3日 | 共和党 | ジェイムズ・デイヴィス | 20 |
| 25 | ジョセフ・ギャフィー | 民主党 | 1935年1月3日 – 1947年1月3日 | 1940年再選 再選に失敗 | 27 | 79                               | 27 | 1944年選出 再選に失敗 | 1945年1月3日 – 1951年1月3日 | 民主党 | フランシス・マイアズ | 21 |
| 26 | エドワード・マーチン | 共和党 | 1947年1月3日 – 1959年1月3日 | 1946年選出 | 28 | 80                               | 27 | 1944年選出 再選に失敗 | 1945年1月3日 – 1951年1月3日 | 民主党 | フランシス・マイアズ | 21 |
| 26 | エドワード・マーチン | 共和党 | 1947年1月3日 – 1959年1月3日 | 1946年選出 | 28 | 81                               | 27 | 1944年選出 再選に失敗 | 1945年1月3日 – 1951年1月3日 | 民主党 | フランシス・マイアズ | 21 |
| 26 | エドワード・マーチン | 共和党 | 1947年1月3日 – 1959年1月3日 | 1946年選出 | 28 | 82                               | 28 | 1950年選出 再選に失敗 | 1951年1月3日 – 1957年1月3日 | 共和党 | ジェイムズ・ダフ | 22 |
| 26 | エドワード・マーチン | 共和党 | 1947年1月3日 – 1959年1月3日 | 1952年再選 引退 | 29 | 83                               | 28 | 1950年選出 再選に失敗 | 1951年1月3日 – 1957年1月3日 | 共和党 | ジェイムズ・ダフ | 22 |
| 26 | エドワード・マーチン | 共和党 | 1947年1月3日 – 1959年1月3日 | 1952年再選 引退 | 29 | 84                               | 28 | 1950年選出 再選に失敗 | 1951年1月3日 – 1957年1月3日 | 共和党 | ジェイムズ・ダフ | 22 |
| 26 | エドワード・マーチン | 共和党 | 1947年1月3日 – 1959年1月3日 | 1952年再選 引退 | 29 | 85                               | 29 | 1956年選出 | 1957年1月3日 – 1969年1月3日 | 民主党 | ジョセフ・クラーク | 23 |
| 27 | ヒュー・スコット | 共和党 | 1959年1月3日 – 1977年1月3日 | 1958年選出 | 30 | 86                               | 29 | 1956年選出 | 1957年1月3日 – 1969年1月3日 | 民主党 | ジョセフ・クラーク | 23 |
| 27 | ヒュー・スコット | 共和党 | 1959年1月3日 – 1977年1月3日 | 1958年選出 | 30 | 87                               | 29 | 1956年選出 | 1957年1月3日 – 1969年1月3日 | 民主党 | ジョセフ・クラーク | 23 |
| 27 | ヒュー・スコット | 共和党 | 1959年1月3日 – 1977年1月3日 | 1958年選出 | 30 | 88                               | 30 | 1962年再選 再選に失敗 | 1957年1月3日 – 1969年1月3日 | 民主党 | ジョセフ・クラーク | 23 |
| 27 | ヒュー・スコット | 共和党 | 1959年1月3日 – 1977年1月3日 | 1964年再選 | 31 | 89                               | 30 | 1962年再選 再選に失敗 | 1957年1月3日 – 1969年1月3日 | 民主党 | ジョセフ・クラーク | 23 |
| 27 | ヒュー・スコット | 共和党 | 1959年1月3日 – 1977年1月3日 | 1964年再選 | 31 | 90                               | 30 | 1962年再選 再選に失敗 | 1957年1月3日 – 1969年1月3日 | 民主党 | ジョセフ・クラーク | 23 |
| 27 | ヒュー・スコット | 共和党 | 1959年1月3日 – 1977年1月3日 | 1964年再選 | 31 | 91                               | 31 | 1968年選出 | 1969年1月3日 – 1981年1月3日 | 共和党 | リチャード・シュワイカー | 24 |
| 27 | ヒュー・スコット | 共和党 | 1959年1月3日 – 1977年1月3日 | 1970年再選 引退 | 32 | 92                               | 31 | 1968年選出 | 1969年1月3日 – 1981年1月3日 | 共和党 | リチャード・シュワイカー | 24 |
| 27 | ヒュー・スコット | 共和党 | 1959年1月3日 – 1977年1月3日 | 1970年再選 引退 | 32 | 93                               | 31 | 1968年選出 | 1969年1月3日 – 1981年1月3日 | 共和党 | リチャード・シュワイカー | 24 |
| 27 | ヒュー・スコット | 共和党 | 1959年1月3日 – 1977年1月3日 | 1970年再選 引退 | 32 | 94                               | 32 | 1974年再選 再選を求めず | 1969年1月3日 – 1981年1月3日 | 共和党 | リチャード・シュワイカー | 24 |
| 28 | ジョン・ハインツ | 共和党 | 1977年1月3日 – 1991年4月4日 | 1976年選出 | 33 | 95                               | 32 | 1974年再選 再選を求めず | 1969年1月3日 – 1981年1月3日 | 共和党 | リチャード・シュワイカー | 24 |
| 28 | ジョン・ハインツ | 共和党 | 1977年1月3日 – 1991年4月4日 | 1976年選出 | 33 | 96                               | 32 | 1974年再選 再選を求めず | 1969年1月3日 – 1981年1月3日 | 共和党 | リチャード・シュワイカー | 24 |
| 28 | ジョン・ハインツ | 共和党 | 1977年1月3日 – 1991年4月4日 | 1976年選出 | 33 | 97                               | 33 | 1980年選出 | 1981年1月3日 – 2011年1月3日 | 共和党 | アーレン・スペクター | 25 |
| 28 | ジョン・ハインツ | 共和党 | 1977年1月3日 – 1991年4月4日 | 1982年再選 | 34 | 98                               | 33 | 1980年選出 | 1981年1月3日 – 2011年1月3日 | 共和党 | アーレン・スペクター | 25 |
| 28 | ジョン・ハインツ | 共和党 | 1977年1月3日 – 1991年4月4日 | 1982年再選 | 34 | 99                               | 33 | 1980年選出 | 1981年1月3日 – 2011年1月3日 | 共和党 | アーレン・スペクター | 25 |
| 28 | ジョン・ハインツ | 共和党 | 1977年1月3日 – 1991年4月4日 | 1982年再選 | 34 | 100                              | 34 | 1986年再選 | 1981年1月3日 – 2011年1月3日 | 共和党 | アーレン・スペクター | 25 |
| 28 | ジョン・ハインツ | 共和党 | 1977年1月3日 – 1991年4月4日 | 1988年再選 死去 | 35 | 101                              | 34 | 1986年再選 | 1981年1月3日 – 2011年1月3日 | 共和党 | アーレン・スペクター | 25 |
| 28 | ジョン・ハインツ | 共和党 | 1977年1月3日 – 1991年4月4日 | 1988年再選 死去 | 35 | 102                              | 34 | 1986年再選 | 1981年1月3日 – 2011年1月3日 | 共和党 | アーレン・スペクター | 25 |
| 空席 | 空席 | 空席 | 1991年4月4日 – 1991年5月9日 | | 35 |                                  | 34 | 1986年再選 | 1981年1月3日 – 2011年1月3日 | 共和党 | アーレン・スペクター | 25 |
| 29 | ハリス・ウォフフォード | 民主党 | 1991年5月9日 – 1995年1月3日 | ハインズの任期を引き継ぐため選出 ハインズの任期を満了するため選出 再選に失敗                                                                                             | 35 |                                  | 34 | 1986年再選 | 1981年1月3日 – 2011年1月3日 | 共和党 | アーレン・スペクター | 25 |
| 29 | ハリス・ウォフフォード | 民主党 | 1991年5月9日 – 1995年1月3日 | ハインズの任期を引き継ぐため選出 ハインズの任期を満了するため選出 再選に失敗                                                                                             | 35 | 103                              | 35 | 1992年再選 | 1981年1月3日 – 2011年1月3日 | 共和党 | アーレン・スペクター | 25 |
| 30 | リック・サントラム | 共和党 | 1995年1月3日 – 2007年1月3日 | 1994年選出 | 36 | 104                              | 35 | 1992年再選 | 1981年1月3日 – 2011年1月3日 | 共和党 | アーレン・スペクター | 25 |
| 30 | リック・サントラム | 共和党 | 1995年1月3日 – 2007年1月3日 | 1994年選出 | 36 | 105                              | 35 | 1992年再選 | 1981年1月3日 – 2011年1月3日 | 共和党 | アーレン・スペクター | 25 |
| 30 | リック・サントラム | 共和党 | 1995年1月3日 – 2007年1月3日 | 1994年選出 | 36 | 106                              | 36 | 1998年再選 | 1981年1月3日 – 2011年1月3日 | 共和党 | アーレン・スペクター | 25 |
| 30 | リック・サントラム | 共和党 | 1995年1月3日 – 2007年1月3日 | 2000年再選 再選に失敗 | 37 | 107                              | 36 | 1998年再選 | 1981年1月3日 – 2011年1月3日 | 共和党 | アーレン・スペクター | 25 |
| 30 | リック・サントラム | 共和党 | 1995年1月3日 – 2007年1月3日 | 2000年再選 再選に失敗 | 37 | 108                              | 36 | 1998年再選 | 1981年1月3日 – 2011年1月3日 | 共和党 | アーレン・スペクター | 25 |
| 30 | リック・サントラム | 共和党 | 1995年1月3日 – 2007年1月3日 | 2000年再選 再選に失敗 | 37 | 109                              | 37 | 2004年再選2009年4月28日に民主党に移籍再指名に失敗 | 1981年1月3日 – 2011年1月3日 | 共和党 | アーレン・スペクター | 25 |
| 31 | ボブ・ケーシー・ジュニア | 民主党 | 2007年1月3日 – 2025年1月3日 | 2006年選出 | 38 | 110                              | 37 | 2004年再選2009年4月28日に民主党に移籍再指名に失敗 | 1981年1月3日 – 2011年1月3日 | 共和党 | アーレン・スペクター | 25 |
| 31 | ボブ・ケーシー・ジュニア | 民主党 | 2007年1月3日 – 2025年1月3日 | 2006年選出 | 38 | 111                              | 37 | 2004年再選2009年4月28日に民主党に移籍再指名に失敗 | 1981年1月3日 – 2011年1月3日 | 共和党 | アーレン・スペクター | 25 |
| 31 | ボブ・ケーシー・ジュニア | 民主党 | 2007年1月3日 – 2025年1月3日 | 2006年選出 | 38 | 民主党                           | 37 | 2004年再選2009年4月28日に民主党に移籍再指名に失敗 | 1981年1月3日 – 2011年1月3日 | | アーレン・スペクター | 25 |
| 31 | ボブ・ケーシー・ジュニア | 民主党 | 2007年1月3日 – 2025年1月3日 | 2006年選出 | 38 | 112                              | 38 | 2010年選出 | 2011年1月3日 – 2023年1月3日 | 共和党 | パトリック・Ｊ・トゥーミー | 26 |
| 31 | ボブ・ケーシー・ジュニア | 民主党 | 2007年1月3日 – 2025年1月3日 | 2012年再選 | 39 | 113                              | 38 | 2010年選出 | 2011年1月3日 – 2023年1月3日 | 共和党 | パトリック・Ｊ・トゥーミー | 26 |
| 31 | ボブ・ケーシー・ジュニア | 民主党 | 2007年1月3日 – 2025年1月3日 | 2012年再選 | 39 | 114                              | 38 | 2010年選出 | 2011年1月3日 – 2023年1月3日 | 共和党 | パトリック・Ｊ・トゥーミー | 26 |
| 31 | ボブ・ケーシー・ジュニア | 民主党 | 2007年1月3日 – 2025年1月3日 | 2012年再選 | 39 | 115                              | 39 | 2016年再選引退 | 2011年1月3日 – 2023年1月3日 | 共和党 | パトリック・Ｊ・トゥーミー | 26 |
| 31 | ボブ・ケーシー・ジュニア | 民主党 | 2007年1月3日 – 2025年1月3日 | 2018年再選再選に失敗 | 40 | 116                              | 39 | 2016年再選引退 | 2011年1月3日 – 2023年1月3日 | 共和党 | パトリック・Ｊ・トゥーミー | 26 |
| 31 | ボブ・ケーシー・ジュニア | 民主党 | 2007年1月3日 – 2025年1月3日 | 2018年再選再選に失敗 | 40 | 117                              | 39 | 2016年再選引退 | 2011年1月3日 – 2023年1月3日 | 共和党 | パトリック・Ｊ・トゥーミー | 26 |
| 31 | ボブ・ケーシー・ジュニア | 民主党 | 2007年1月3日 – 2025年1月3日 | 2018年再選再選に失敗 | 40 | 118                              | 40 | 2022年選出 | 2023年1月3日 – 現職 | 民主党 | ジョン・フェッターマン | 27 |
| 32 | デイヴィッド・マコーミック | 共和党 | 2025年1月3日 – 現職 | 2024年選出 | 41 | 119                              | 40 | 2022年選出 | 2023年1月3日 – 現職 | 民主党 | ジョン・フェッターマン | 27 |
| 32 | デイヴィッド・マコーミック | 共和党 | 2025年1月3日 – 現職 | 2024年選出 | 41 | 120                              | 40 | 2022年選出 | 2023年1月3日 – 現職 | 民主党 | ジョン・フェッターマン | 27 |
| 32 | デイヴィッド・マコーミック | 共和党 | 2025年1月3日 – 現職 | 2024年選出 | 41 | 121                              | 41 | 2028年改選予定 | 2028年改選予定 | 2028年改選予定 | 2028年改選予定 | 2028年改選予定 |
| 2030年改選予定 | 2030年改選予定 | 2030年改選予定 | 2030年改選予定 | 2030年改選予定 | 42 | 122                              | 41 | 2028年改選予定 | 2028年改選予定 | 2028年改選予定 | 2028年改選予定 | 2028年改選予定 |
| # | 氏名 | 所属政党 | 在職期間 | 選挙歴 | 任 期 |                                  | 任 期 | 選挙歴 | 在職期間 | 所属政党 | 氏名 | # |
| 第1部 | 第1部 | 第1部 | 第1部 | 第1部 | 第1部 | 第3部                            | 第3部 | 第3部 | 第3部 | 第3部 | 第3部 | |